# Pelayos del Arroyo
Pelayos del Arroyo er en by og kommune i det centrale Spanien i provinsen Segovia. Den har et indbyggertal på 48 (2024) indbyggere.